# Persécution des chrétiens dans la Rome antique

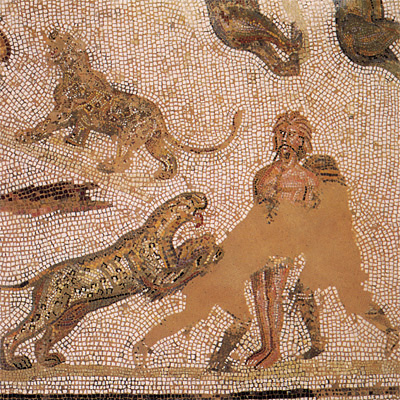
Damnatio ad bestias, mosaïque du IIIe siècle conservée au musée d'El Djem Tunisie) qui montre des malfaiteurs et des chrétiens offerts aux animaux sauvages dans l'arène.

La persécution des chrétiens dans la Rome antique est constituée de périodes d'exécutions spectaculaires à l'égard de chrétiens ou d'individus réputés tels, alternant avec des périodes de répressions moins sanglantes.
Ces violences avaient souvent pour visée l'union symbolique du peuple romain face aux difficultés de l'Empire. Tel fut le cas après la mort de l'empereur Trajan II Dèce en 251, qui coïncide avec l'arrivée de la peste de Cyprien, en pleine crise du IIIe siècle, avec pour boucs émissaires des ennemis de l'intérieur.
Ces persécutions durèrent de jure jusqu'en 313, date de l'édit de tolérance de Milan, déjà préfiguré par l'édit de Sardique de 311. Elles furent souvent exagérées et dramatisées par l'historiographie médiévale afin de donner aux martyrs un caractère hagiographique et fondateur.
Ainsi que le rappelle Marie-Françoise Baslez, « les formes prises par la persécution – répression, châtiments et supplices – ne peuvent se comprendre en dehors de la communauté ou de l'État qui la met en place, ni indépendamment d'un contexte socio-culturel ».

## Les deux premiers siècles

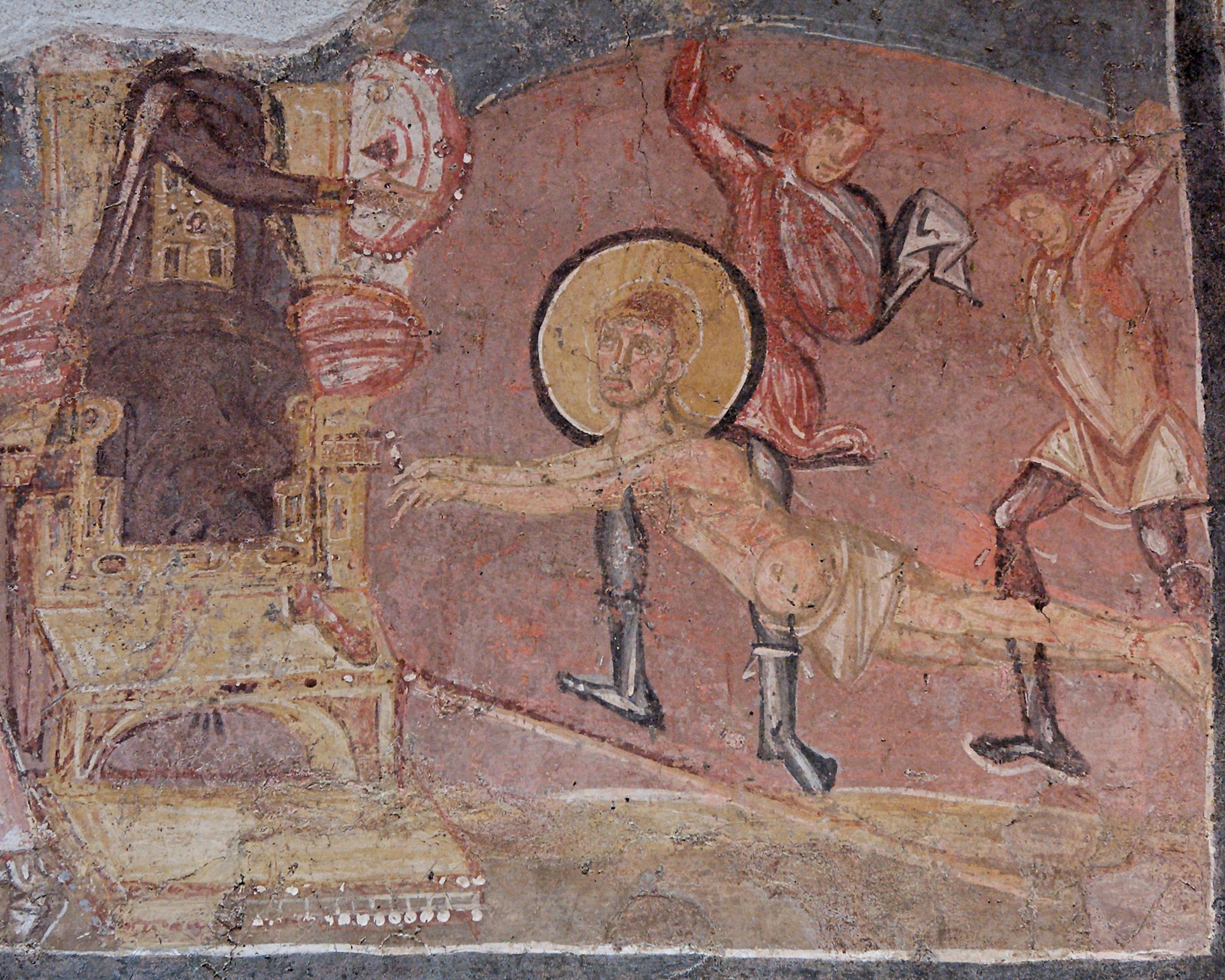
Érasme de Formia flagellé en présence de l’empereur Dioclétien. Fresque byzantine, milieu du VIIIe siècle, Musée national de Rome.

Sur le plan historique, il est d'autant plus hasardeux de parler de persécution religieuse — au sens contemporain — à propos des chrétiens durant les deux premiers siècles, à l'époque où la séparation du judaïsme et du christianisme reste mal définie. En outre, les historiens actuels estiment le nombre de chrétiens en Occident insuffisant pour donner matière à des persécutions de masse. L'historiographie des persécutions a longtemps reposé sur l'apologétique d'Eusèbe de Césarée, considérant jusqu'à la fin du XXe siècle que les persécutions contre le christianisme datent du Ier siècle, alors qu'elles ne commencent véritablement qu'à partir du milieu du IIIe siècle, « sans la perspective hagiographique de l'œuvre d'Eusèbe qui cherche à gonfler les chiffres et "falsifier" les événements ».
La religion chrétienne est interdite chez les Romains à la fin du Ier siècle mais elle est tolérée, comme le confirme un rescrit de Trajan adressé en 112 à Pline le Jeune, gouverneur impérial de la province de Pont-Bythinie, texte qui ne mentionne pas l'origine de cette interdiction : les chrétiens ne sont pas poursuivis de manière systématique et lorsqu'ils le sont, c'est généralement pour des crimes de droit commun.
Le polythéisme des Romains est relativement tolérant, même si les autorités romaines exportent leurs dieux dans les pays conquis et se méfient des cultes orientaux à mystères importés par les soldats, car ils favorisent la constitution de groupes identitaires. Les Romains ont souvent été confrontés à des sectes estimées dangereuses pour l'État, comme les adeptes d'Attis, persécutés car ils s'émasculaient, ou les adeptes des mystères dionysiaques, persécutés à la suite du scandale des Bacchanales en -186 avant que le culte ne soit à nouveau autorisé par Jules César. On peut encore noter le culte d'Isis, également interdit à la suite d'un scandale et rétabli quelques décennies plus tard par Caligula.
La religio romaine est fondée sur de grands cultes publics, et l'agrandissement du panthéon à chaque victoire signifie l'entrée dans l'empire de la culture des populations vaincues. L'idée de dieu unique défendue par les juifs s'inscrit dans un courant qui gagne progressivement la religion romaine, du moins dans les classes supérieures, à l'instar des cultes hénothéistes comme celui de Sol Invictus. D'après Tertullien, apologète chrétien du IIIe siècle, le judaïsme aurait obtenu le statut de religion licita(par opposition à la superstitio) dans l'Empire romain, qui n'autorise pourtant pas de tels statuts particuliers : le document que Tertullien attribue à César n'a jamais été retrouvé et on ne connaît aucune charte de ce type,. Les cultes non autorisés sont considérés comme des superstitiones dont le judaïsme ne semble pas faire partie. C'est Tertullien qui applique le terme de religio – désignant la religion romaine – au christianisme, taxant de superstitio le culte des dieux de l'empire.
Dans la société romaine, les chrétiens ne sont tout d'abord pas distingués des juifs ; le christianisme, considéré comme une « secte juive » (le Talmud en compte 70), n'était donc pas incompatible avec la culture romaine. Les chrétiens disposent en outre d'un espace intermédiaire entre vivre leur foi clandestinement et l'exposer publiquement : la pratique familiale et domestique du culte dans la Domus ecclesiae est largement tolérée. Les chrétiens persécutés se réunissant en secret pour prier et célébrer l'Eucharistie dans les catacombes est un mythe développé par les romantiques comme François-René de Chateaubriand dans Les Martyrs. De plus, le droit d'association mis en place par César et conservé par Auguste était très restrictif, d'où la difficulté de trouver des lieux de culte communautaire.
Néanmoins, il existe des persécutions locales dès le début du IIe siècle. Ainsi, la lettre de Pline le Jeune de 112, qui parle de « superstition déraisonnable et sans mesure », montre le mécanisme de condamnation pour cause d’obstinatio, l’entêtement dans le refus d'obtempérer à l'ordre de sacrifier à d'autres dieux, mais sans qu'on puisse identifier d'éléments qui relèvent d'une persécution religieuse en soi. À cette époque, l'attitude de l'autorité romaine relève plutôt du « politique » et non du « doctrinal » : on réprime le refus public d'adhérer à la cité et à son culte car ce « scandale » entraîne des troubles locaux. La question du fondement juridique de la cognitio ou de l'informatio contre les chrétiens est insoluble en l'état actuel des sources.

## LeIIIesiècle

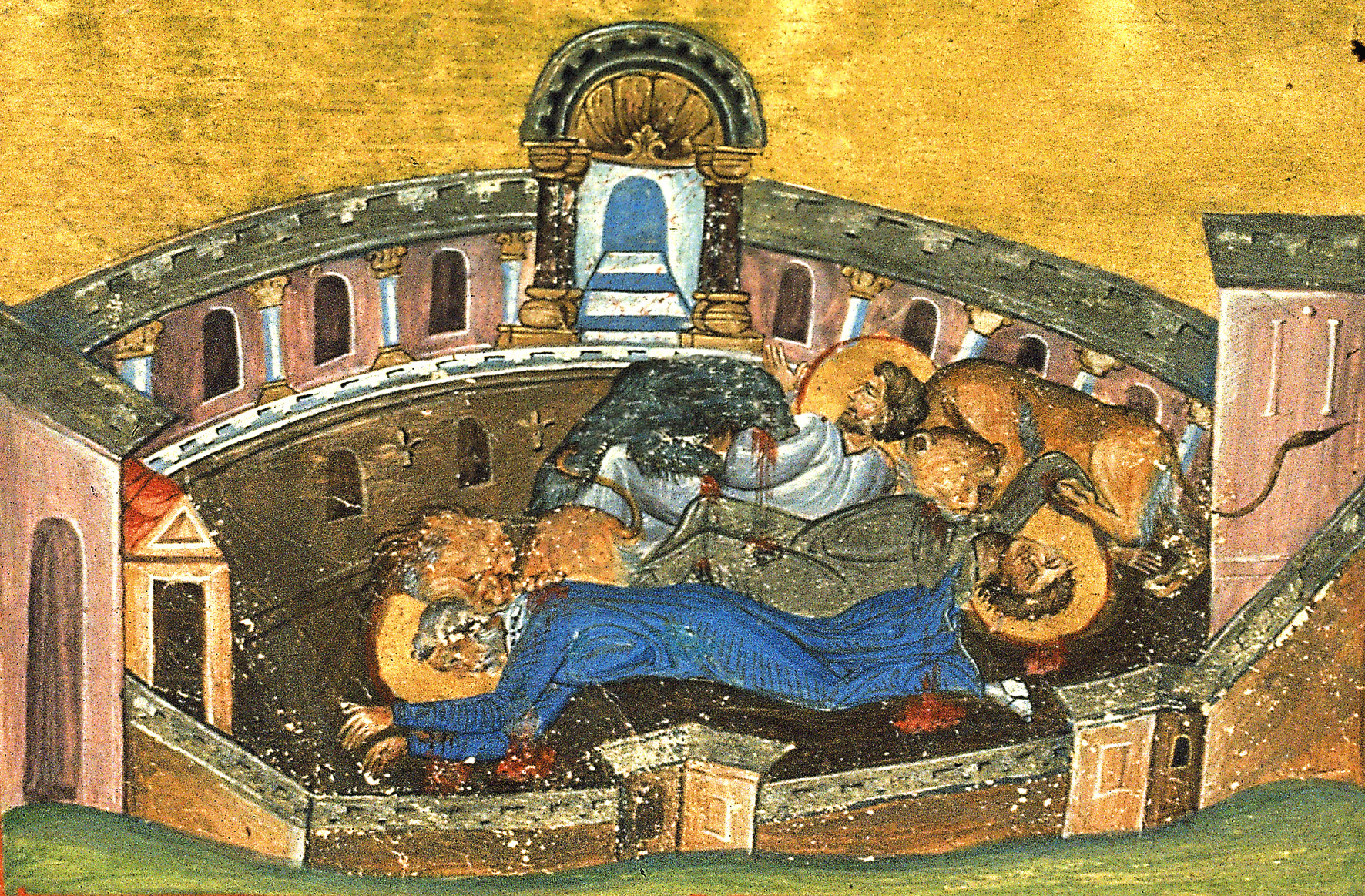
Le martyre de Sylvain (évêque d'Émèse), d'après le Ménologe de Basile II.

Cette perception a changé lorsque les Romains ont pris conscience des critiques des chrétiens à l'égard de leurs traditions (jeux du cirque, culte de l'empereur, hiérarchie entre les individus). L'intensité de leur prosélytisme est souvent invoquée mais n'a jamais été démontrée entre 30 et 135. Ils considéraient comme un devoir de transformer la société romaine par la conversion. Mais l'essentiel de l'hostilité populaire tenait au fait qu'on leur reprochait l’amixia, le refus de se mêler à la vie publique, alors étroitement liée à la dimension religieuse. Celse leur reproche quant à lui des dérives telles que de viser à « miner l'ordre social et former un État dans l'État » ou de nuire « à la santé publique en détournant les adeptes des médecins attitrés au profit des promesses illusoires de guérison ».
La violence des supplices réservés aux chrétiens est le reflet d'une société violente qui avait déjà vu les proscriptions, par exemple, démarche plus politique. Les chrétiens, à l'instar d'autres suppliciés de l'époque, sont livrés aux fauves, crucifiés, torturés en public. Néanmoins, une fois la persécution passée, les chrétiens sont de nouveau tolérés, à défaut d'être admis véritablement. On ne constate donc pas de volonté systématique d'exterminer les chrétiens en tant que tels, sans pour autant pouvoir nier la brutalité des exactions commises à leur encontre.

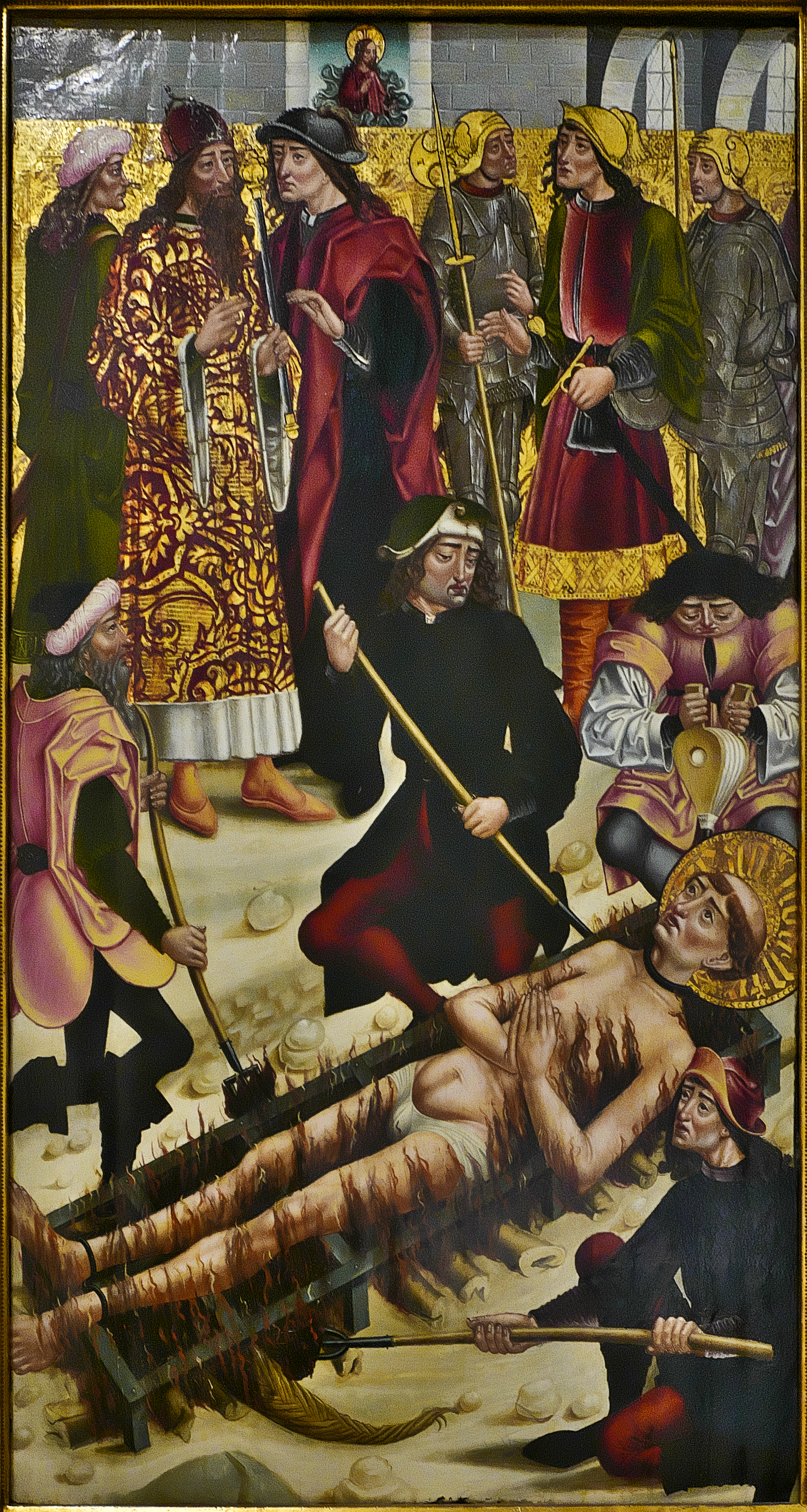
Le Martyre du diacre Laurent, maître de Budapest (v. 1475), musée archéologique de Burgos, Espagne.

Par exemple, la persécution de Dèce (vers 250) s'inscrit dans un contexte de crise générale de l'Empire romain : le refus des chrétiens de participer au sacrifice général aux dieux « pour le salut et la conservation » de l'empereur, exigé de tous les citoyens, est perçu comme une déloyauté politique. Cette persécution, consécutive à l'assassinat de Philippe l'Arabe, semble s'être cantonnée à un petit nombre d'individus, essentiellement le personnel politique et courtisan du prédécesseur de Dèce. Le nombre de victimes fut probablement assez limité puisque dès 251, quelques mois après la fin de cette persécution, les communautés chrétiennes de Rome et de Carthage sont plus florissantes que jamais. Les persécutions sont en effet très variables selon le zèle des gouverneurs. De plus, certains évêques sont avertis à temps et peuvent se retirer à la campagne tandis que des chrétiens obtiennent des certificats de complaisance de la part de fonctionnaires soudoyés attestant qu'ils ont sacrifié aux dieux romains.
La persécution de Valérien entre 257 et 258 vise essentiellement les couches supérieures et le clergé, bien plus que les simples fidèles. La persécution de Dioclétien, à partir de 303, est le mouvement de répression le plus vaste, perpétré à une époque où les chrétiens sont parfaitement intégrés, jusqu'aux postes d'officiers dans l'armée. Elle a probablement un fondement plus politico-religieux, le christianisme contrariant alors la promotion du culte solaire comme religion nationale (par l'empereur Aurélien en 274) et la sacralisation du pouvoir politique. Dioclétien avait en effet pris le nom de jovien, donnant à son collègue Maximien celui d’herculien : les empereurs étaient officiellement les fils de Jupiter et d'Hercule.
En 313, l'édit de Milan, promulgué par Constantin Ier (et par l'empereur d'Orient Licinius, avant que Constantin n'élimine ce rival), instaure la liberté de culte pour les chrétiens, première mesure destinée à résoudre « les problèmes relatifs à la sécurité et au bien public », bien que l'Empire ne compte alors que très peu de chrétiens ; pour les chercheurs actuels, ils ne représentent qu'environ 5 % de la population, avec de fortes disparités régionales. Constantin se convertit lui-même tout à la fin de son règne. Dès lors, le christianisme ne cesse de se développer dans l'Empire jusqu'à en devenir l'unique religion officielle sous Théodose Ier, les religions païennes sont définitivement interdites par ce dernier en 392 et leurs sectateurs à leur tour persécutés par la nouvelle religion dominante.
Loin d'affaiblir les communautés chrétiennes, les persécutions les ont plutôt fortifiées sur le long terme, ce qui a fait dire à l'apologète Tertullien : « Le sang des martyrs est la semence des chrétiens ».

## Histoire de l’Église

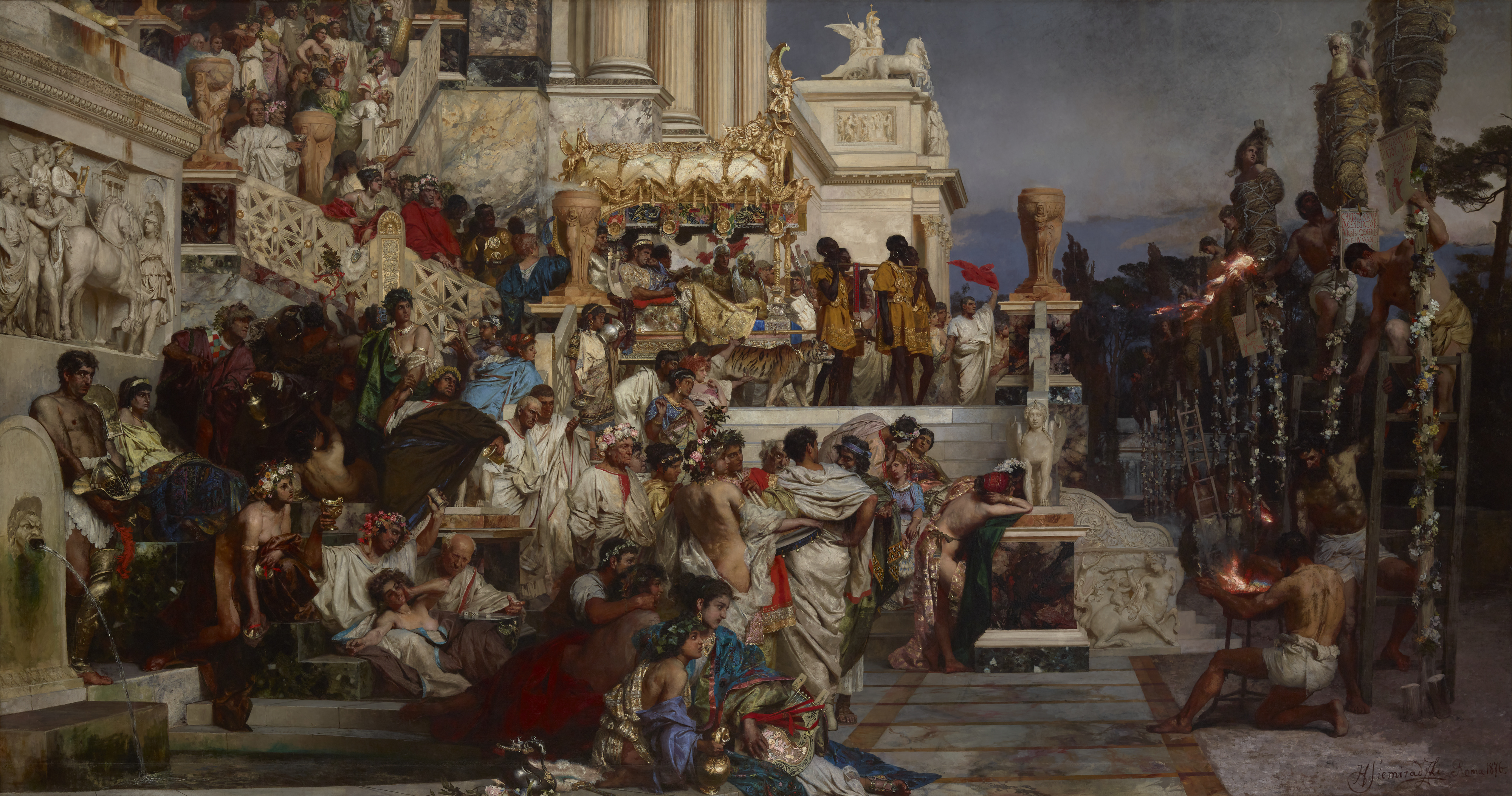
Henryk Siemiradzki, Les Torches de Néron (187§). Tacite rapporte que les chrétiens étaient crucifiés et brûlés.

L'histoire de l’Église, comme l'exégèse canonique, s'exerce dans le cadre de la doctrine ecclésiale. Pour le christianisme, nombre d'auteurs appartenant à la littérature patristique ont tenté d'écrire des Histoires ecclésiastiques, dont la plus célèbre est celle d'Eusèbe de Césarée, dans lesquelles le « sang des martyrs » joue un rôle apologétique, celui de sanctifier l'Église au sens de communauté de fidèles. En effet, la valorisation du martyre appartient au corpus doctrinal tant du catholicisme que des Églises évangélicalistes.
Le martyre des chrétiens dans l’Empire romain ne manque pas de soulever des controverses. Par exemple, le théologien Paul Middleton remarque :

« Les histoires de martyre sont des récits contestés. Il n’existe pas de manière neutre de raconter des histoires de martyrs, car elles créent inévitablement des héros et des méchants… Même dans l’Église primitive, le martyre a toujours été contesté. De plus, toute recherche visant à distinguer objectivement le vrai du faux martyre représente essentiellement l’imposition des valeurs ou des revendications identitaires du compilateur, du narrateur ou même de l’éditeur. »

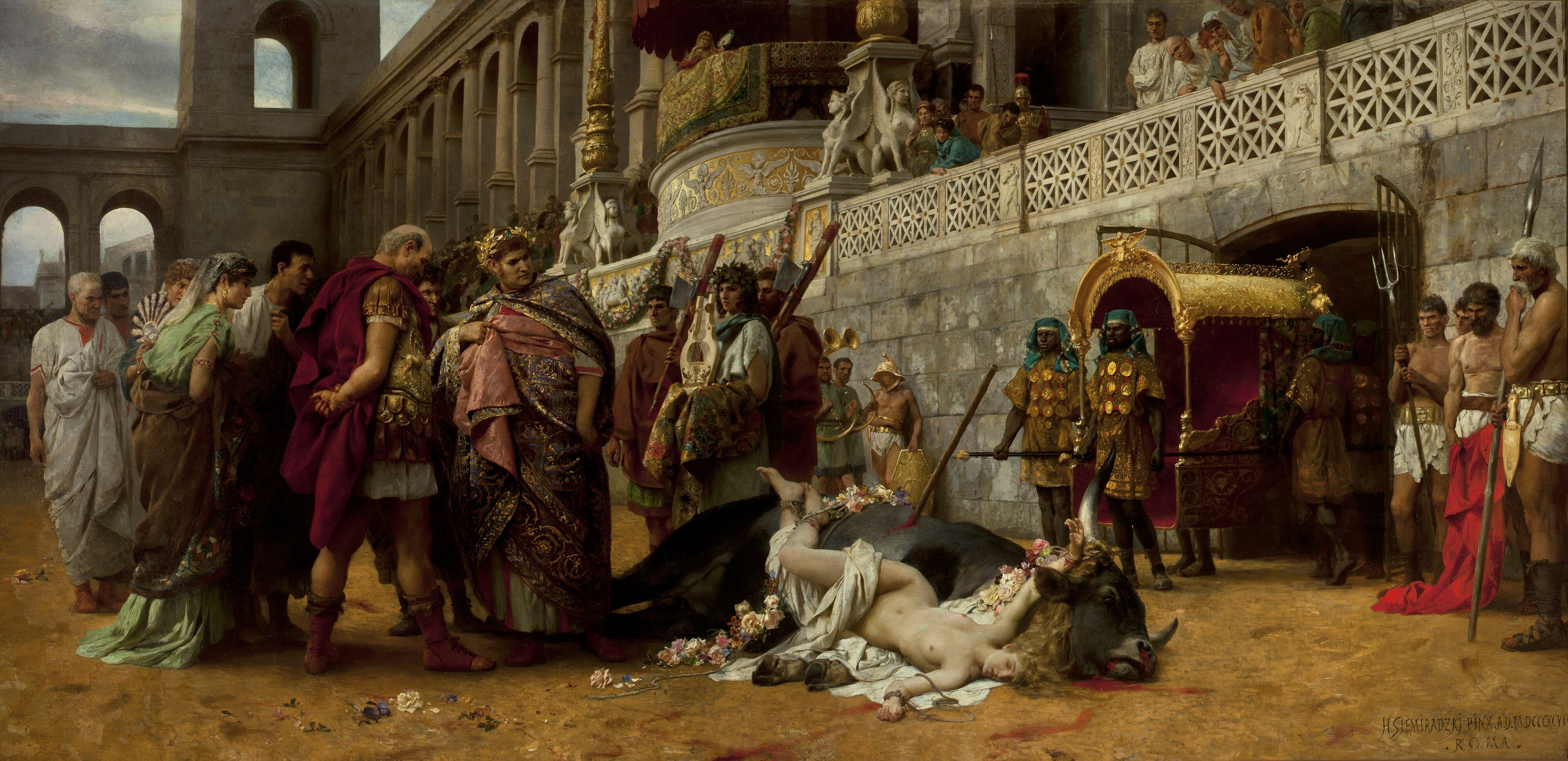
Henryk Siemiradzki, Dircé chrétienne dans le cirque de Néron (1897). Clément de Rome rapporte que les chrétiennes étaient attachées aux cornes des taureaux (Première épître de Clément, 6:2).

L'historiographie chrétienne – et donc la très grande majorité des sources – qui s'est développée en même temps que le culte des martyrs a présenté ces persécutions comme une « politique d'intolérance religieuse, cohérente et systématique », avec une succession chronologique d'oppositions entre « mauvais empereurs » – alternant avec de « bons empereurs » – et martyrs exemplaires, présentation encore courante au début du XXIe siècle. Ainsi, l'histoire de l’Église envisage dix vagues de persécutions durant l'Empire romain :
- La persécution de Néron (54-68), à laquelle la tradition rattachera le martyre de Pierre et de Paul
- La persécution de Domitien (81–96)
- La persécution de Trajan (98–117)
- La persécution de Marc Aurèle (161–180), martyrs de Lyon (sainte Blandine)
- La persécution de Septime Sévère (193–211)
- La persécution de Maximin le Thrace (235–238)
- La persécution de Dèce (249–251), martyre de Fabien
- La persécution de Valérien (253–260), martyre de Laurent de Rome et Cyprien de Carthage à la suite desquels se développa la Petite paix de l'Église.
- La persécution d'Aurélien (270–275)
- La persécution de Dioclétien (284–305), la dernière et la plus grave, martyre de Georges de Lydda